# Нечаев, Марк Александрович
Марк Александрович Нечаев (нач. XIX в., Российская Империя — 1840, Казань, Российская Империя) — русский военный врач, писатель
. Известен своей практической, научно-исследовательской и литературной деятельностью в сфере медицины.

## Биография
Марк Нечаев родился в нач. XIX в. в семье священника. Получив образование в духовной семинарии, по обычаям того времени должен был последовать семейным традициям. Однако возникший у Нечаева в юности интерес к медицинской науке сподвигнул его к поступлению в Санкт-Петербургскую медико-хирургическую академию. Окончив её в 1826 г., он уже через четыре года удостоился звания Штаб-лекаря и занялся лечебной и научно-исследовательской деятельностью. В этом же году был назначен на Гороблагодатские заводы, затем вскоре переведён на Кушвинские заводы, на которых и прослужил около пяти лет, причём в 1830 г. получил звание штаб-лекаря. В 1832 года перевёлся на Яковлевские заводы.
В 1835 году назначен ординатором Старорусского военного госпиталя с прикомандированием к Казанскому батальону военных кантонистов. В 1834 году вышел в отставку и, помимо службы в госпитале, занялся научной и литературной деятельностью. Последним местом службы М. Нечаева стал Казанский военный госпиталь, куда он был переведён в 1840 г. В этом же году М.Нечаев скончался.
В последние годы жизни М. Нечаев находился в достаточно стеснённых финансовых обстоятельствах, о чём свидетельствуют его публикации в газете «Друг здравия». «Вы следуете за европейской медициной, — жаловался тот, — а мы бедняки, провинциалы врачи доселе остаемся в горести и тоске; мы лишены средств обогащать себя познаниями, необходимого для хотя скудного насущного хлеба», — писал он в 1833 г. в одной из своих статей.

## Научная и литературная деятельность
Ещё во время своей службы на Кушвинских заводах М. Нечаев начал заниматься народной медициной, и его исследования и наблюдения в этой области дали ему обширный материал для многочисленных журнальных статей. На протяжении всей своей последующей жизни он опубликует множество статей и брошюр по различным аспектам медицинского знания.
В 1833 году издаёт в Казанской университетской типографии книгу «Распознавание болезней по изменениям языка», эпиграфом к которой стала фраза «Полезным быть желаю». Уже через два года книга была переиздана, так как у автора появились новые наблюдения. «Всякое открытие для точного распознавания болезней драгоценно, поэтому я почёл нужным поспешнее ознакомить с моими наблюдениями», — отмечал он. При описании строения языка М.Нечаев пользовался данными, почерпнутыми из работ зарубежных авторов — например, знаменитого французского физиолога Ф.Мажанди. Через два года, в 1835 г., вышло второе издание книги. В дальнейшем, после смерти автора, она не переиздавалась ни разу. В настоящее время экземпляр первого издания книги М. А. Нечаева хранится в фондах Российской государственной библиотеки.
«Язык во время болезни есть верный отпечаток внутреннего состояния организма. Он не только одно состояние пищеварительных орудий показывает, но и содержание иных органов к оным», — отмечает Нечаев. Он анализирует язык по девяти позициям: его объёму и очертанию, движению, голосу и речи, температуре, внезапным переменам, цвету, сухости или влажности, чистоты или нечистоты, вкуса. Соответственно, Нечаев проанализировал влияние болезненных состояний на изменение каждого из этих параметров. Например, он пришёл к выводу, что «все виды продолжительной сухости языка сопровождают истощение всего тела и ослабление мозговой и нервной систем». Также он связывает цвет нечистоты (налёта) языка с воспалением слизистой оболочки желудка и кишечника. Так, нечистота серо-аспидного цвета с оттенками кофейной гущи указывает на воспалительные заболевания желудка. Также Нечаев проводит чёткую связь между характером болезненных изменений языка и стадией болезни — это касается толщины налёта, объёма языка, его температуры и степени сухости, особенностей вкусораспознавания, тембра голоса и речи и т. д. Так, безгласие и трудность выражения речи, по словам Нечаева, часто являются следствием горячек и ослабления памяти, которые, в свою очередь, свидетельствуют о хроническом воспалении желудка и печени. Дрожащий голос часто бывает при тихом бреде и у людей с неустойчивой нервной системой, глухой — при поносах и лёгочных простудах, немота при горячках свидетельствует о местном поражении органа речи и является опаснейшим припадком, свидетельствующим об истощении сил и помрачении чувств. 
Перу M. A. Нечаева принадлежит целый ряд статей, напечатанных им в народно-врачебной газете «Друг Здравия» с 1833 по 1840 г., а также отдельных брошюр по различным медицинским вопросам. Так, в 1837 году в той же Казанской университетской типографии вышла работа М.Нечаева «О способах отвращать смертность младенцев на 1-м году их жизни в быту крестьянском». Вопрос, поднятый лекарем в данной публикации, являлся для российской деревни чрезвычайно актуальным — ведь младенческая смертность была необычайно высокой. «Ни одно общество, ни одна самая развитая экономика не в состоянии были бы прокормить то огромное число детей (8—10), которое рожали российские женщины в XIX в., если бы дети не умирали тоже в огромном количестве. На первом году жизни в конце XIX века в Европейской России умирало почти 30 % мальчиков, в том числе 35 % у русских, а до 6 лет доживало соответственно 56 % и 50 % новорожденных. В середине XIX в. эти показатели были еще хуже. Это была какая-то адская машина: дети рождались, чтобы умереть, и, чем больше рождалось детей, тем больше умирало, а чем больше умирало, тем больше рождалось», — отмечал историк Б. Н. Миронов.
Творческим развитием работ М. А. Нечаева является появившаяся в 2015—2016 гг. система компьютерной диагностики по языку «Рободоктор», разработанная группой исследователей. В основе данной системы лежит принцип цветораспознавания различных зон языка, осуществляемого по специальному компьютерному алгоритму. В результате пользователь имеет возможность получить заключение о состоянии здоровья, а также соответствующие рекомендации по его поддержанию сразу по четырём основным медицинским направлениям — европейскому, китайскому. индийскому и тибетскому.